# Латарико
Лата̀рико (на италиански: Lattarico) е малко градче и община в Южна Италия, провинция Козенца, регион Калабрия. Разположено е на 410 m надморска височина. Населението на общината е 4246 души (към 2010 г.).